# Karol Hławiczka
Karol Hławiczka, pseudonym Stanisław Lipiński (14. února 1894 Ustroň – 22. července 1976 Těšín), byl polský skladatel, muzikolog, klavírista, varhaník, pedagog, folklorista a chopinolog.

## Život
Karol Hławiczka byl synem Andrzeje Hławiczky, učitele, varhaníka, sběratele lidových písní, jednoho z průkopníků předválečné hudební kultury Těšínského Slezska. Od roku 1900 žil se svou rodinou v Těšíně. Hudební základy získal od svého otce a od roku 1908 navštěvoval soukromou hudební školu Slavík. V letech 1908–1912 studoval na gymnáziu v Těšíně. Zpíval ve školním sboru a v letech 1910-1912 vedl amatérský sbor „Arion“. Po maturitě odešel do Vídně. Studoval práva, ale kvůli tragické smrti svého otce studium nedokončil. V roce 1914 se vrátil do Těšína. Stal se varhaníkem v evangelickém sboru a učil zpěv na Mužském učitelském semináři (Męskie Seminarium Nauczycielskie) v Bobrkách (dnes součást Těšína). Během první světové války řídil v Těšíně dechovku polských legií a malý instrumentální soubor. V roce 1921 publikoval v „Dzienniku Cieszyńskim” svůj první odborný článek: Gwara inteligencji śląskiej (Dialekt slezské inteligence).
V letech 1921-1922 studoval soukromě ve Vídni skladbu a hru na klavír u Franze Schmidta a ve Varšavě (klavír u Aleksandra Michałowského a kontrapunkt u Felicjana Szopského. Hru na varhany studoval v roce 1926 u Marcela Dupré v Paříži a v roce 1926 dokončil studia v Londýně a v Římě. Po návratu domů pracoval jako učitel zpěvu na polském gymnáziu a jako varhaník v evangelickém farním sboru. Výsledkem jeho pedagogické práce na školách byl dvousvazkový Školní zpěvník (Śpiewnik szkolny), doprovodné metodické pokyny a zejména čtyřdílná učebnice zpěvu Solfeż polski, vycházející z polských lidových písní.
Karol Hławiczka v tomto období působil také jako klavírista. Od roku 1925 koncertoval v městském divadle a dalších těšínských sálech. Hrál klasický a romantický repertoár. Byl zejména respektovaným interpretem Chopinových děl. V letech 1928-1931 působil jako učitel hudby na semináři učitelů v Myslowicích, nedaleko Katovic. Současně působil učil v Katovicích na hudební škole. Redigoval časopisy Muzyka w szkole a Nowa Muzyka w szkole. Věnoval se rovněž kompozici. V té době vznikla jeho hlavní hudební díla.
V roce 1931 se rozhodl usadit ve Varšavě. V září téhož roku byl jmenován instruktorem hudby na Ministerstvu pro náboženské záležitosti a veřejnou osvětu a začal pracovat jako učitel hudby na Státní pedagogické škole. V roce 1932 absolvoval jako externista na Varšavské konzervatoři varhanní hudbu a pedagogiku. V té době ještě vystupoval jako klavírista, ale hlavně publikoval své práce vědecké, pedagogické i popularizační.
V letech druhé světové války žil Hławiczka ve Varšavě, hrál na klavír po kavárnách a učil v soukromé škole Rogalska. Po roce 1945 byl, jako mnoho dalších slezských hudebníků, obviněn z kolaborace s Němci. S obavy o vlastní bezpečnost a zaměstnání opustil Polsko a usadil se v Zaolží, v české části Těšínska. Založil pěvecké sbory Harfa v Českém Těšíně a Lutnia v Třinci. Spolupracoval s literárně-uměleckou sekcí Polské kulturně-osvětové společnosti v Československu. V rámci této spolupráce organizoval v letech 1951–1954 čtyři populární mládežnické festivaly. Spolupracoval též s pastorem Vladislavem Santariem a zasloužil se o povznesení hudební kultury ve Slezské církvi evang. a. v.
V roce 1958 se vrátil do Polska. Pokračoval ve vědecké práci, učil na klavír na Státní hudební škole v Těšíně, hrál na varhany, koncertoval ve slezských evangelických kostelech a působil i Uměleckém souboru lidových písní a tanců „Śląsk”. V 50. a 60. letech publikoval na 100 vědeckých prací a populárně vědeckých článků, věnovaných hlavně lidové hudbě, dějinám polonézů, hymnologii 16. a 17. stol., F. Chopinovi, J. S. Bachovi a teorii hudebního rytmu. V roce 1964 odešel do důchodu. Jako důchodce učil v nově vzniklé Pedagogické a umělecké fakultě Slezské univerzity v Těšíně (1973-1974).
V roce 1975 byl vyznamenán Rytířským křížem Řádu znovuzrozeného Polska. Za svou vědeckou práci obdržel Medaili Polské kulturně-osvětové společnosti v Československu a medaili Společnosti Fryderyka Chopina. Zemřel 22. července 1976 v Těšíně. Je pohřben na tamním evangelickém hřbitově.

## Dílo

### Hlavní hudební díla
- Sonáta pro housle op. 7
- Klavírní trio op. 8
- Klavírní kvartet B-dur op. 9
- Boże Narodzenie, kantáta pro sóla, sbor a orchestr op. 10
- Tańce polskie pro klavír op. 12
- Preludia organowe op. 14-18
- Klavírní koncert d-moll op. 19
- Suita in stillo antico pro klavír op. 25
- Úpravy lidových písní
- 75 pieśni marszowych do użytku młodzieży szkolnej, harcerskiej i przysposobienia wojskowego
- Pieśni na uroczystości państwowe do użytku szkolnego (1933)

### Některé muzikologické spisy
- Příspěvek k řešení problematiky rytmu v lidových melodiích Těšínského Slezska. Časopis slezského muzea, B - XXIV., 1975, 2, str. 135-146.
- Cimbál – lidový hudební nástroj Těšínského Slezska. Těšínsko, 1978, roč. 21, č. 12, s. 18-20.
- Kaszuby: pieśni ludowe kaszubskie na 2 i 3 głosy (1935)
- Polskie pierwiastki w muzice europejskiej. Zwrot, 1956, roč. 8, č. 12 (85), s. 3-6. (Online Archivováno 27. 9. 2016 na Wayback Machine.)
- Die rhythmische Verwechslung. Die Musikforschung, 1958, roč. 11, seš. 1, s. 33-49 (Online)
- Eine handschriftliche Miniatur-Orgeltabulatur in Cieszyn (Teschen) / Polen Die Musikforschung, 1960, roč. 13, seš. 4, s. 457-458. (Online)
- O zabytkach muzyki polskiej na Słowaczyźnie. Zwrot, 1961, roč. 13, č. 7 (140), s. 6-8. (Online Archivováno 27. 9. 2016 na Wayback Machine.)
- Grundriss einer Geschichte der Polonaise bis zum Anfang des 19. Jahrhunderts. Svensk tidskrift för Musikforskning, 1968, s. 51-124 (Online)
- Zur Geschichte der polnischen evangelischen Gesangbücher des 16. und 17. Jahrhunderts. Jahrbuch für Liturgik und Hymnologie, 1970, roč. 15, s. 169-191. (On-line v databázi JSTOR)
- Polska hymnologia protestancka jako źródło wiadomości do muzyki polskiej XVI wieku. Theologia Evangelica, 1951, roč. 4, č. 2, s. 102-114.